# Gen sinh ung thư

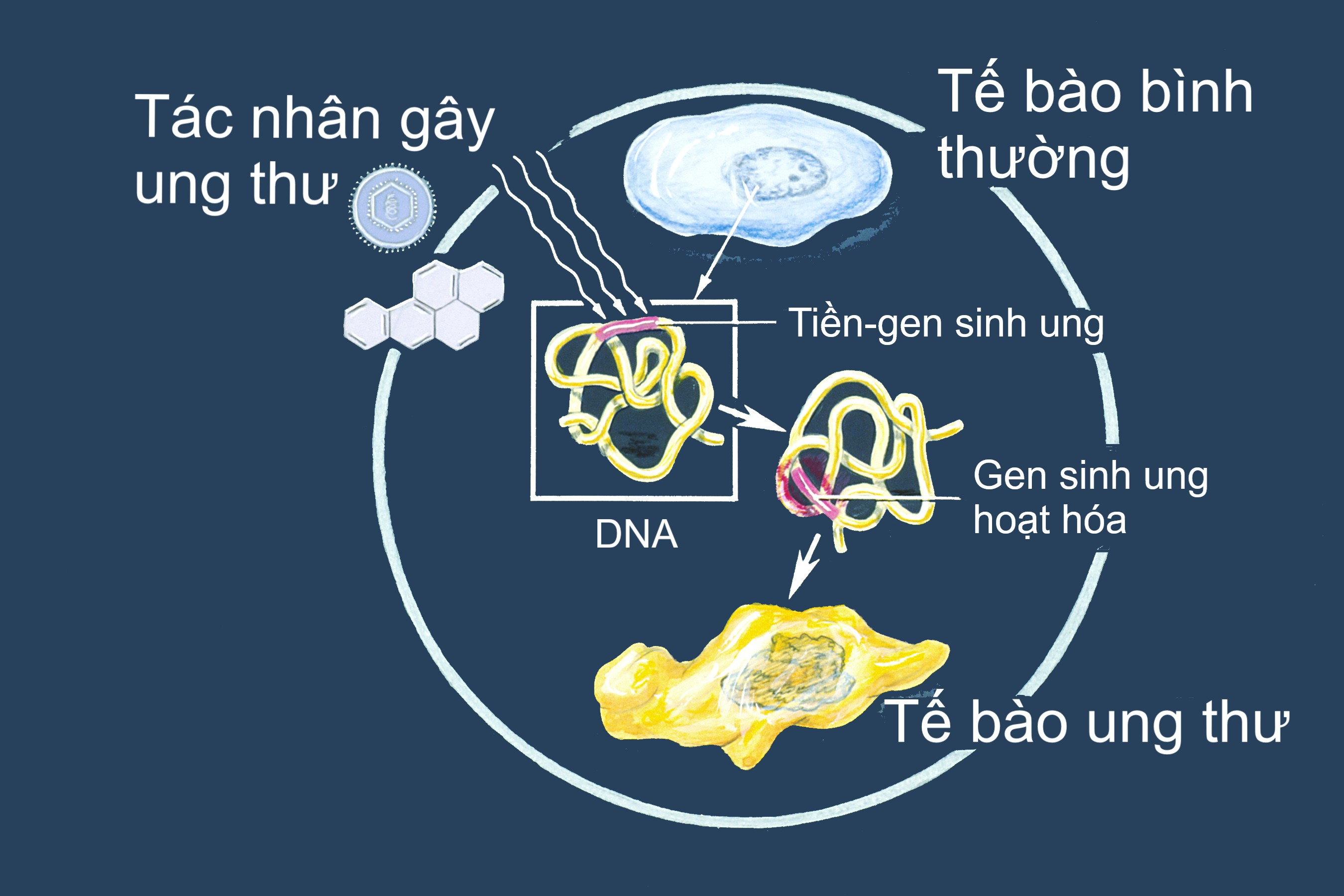
Tế bào bình thường biến đổi thành tế bào ung thư khi một gen sinh ung trở nên hoạt hóa

Gen sinh ung là gen có tiềm năng gây ung thư. Trong tế bào khối u những gen này thường bị đột biến hoặc biểu hiện ở mức cao.
Hầu hết tế bào bình thường sẽ trải qua cái chết được lập trình nhanh chóng (apoptosis) khi những chức năng quan trọng bị biến đổi hay trục trặc. Tuy nhiên gen sinh ung hoạt hóa có thể khiến những tế bào bị chỉ định apoptosis sống sót và sinh sôi. Đa số gen sinh ung khởi đầu là tiền-gen sinh ung, những gen bình thường tham gia vào sinh sôi tế bào hay ức chế apoptosis. Nếu do đột biến mà những gen bình thường thúc đẩy sinh trưởng tế bào bị điều chỉnh tăng (đột biến thu thêm chức năng) thì chúng sẽ dẫn lối tế bào đến ung thư, do đó có tên "gen sinh ung". Thông thường nhiều gen sinh ung cùng những gen đè nén bướu đột biến sẽ phối hợp hành động để gây ung thư. Kể từ thập niên 1970 con người đã nhận biết hàng chục gen sinh ung đối với ung thư ở người. Nhiều thuốc trị ung thư nhắm vào những protein do gen sinh ung mã hóa.

## Gene sinh ung thư
Hiện đã có hàng chục gene sinh ung thư được tìm thấy. Các nhà nghiên cứu đã chia gene sinh ung thư thành năm loại:

### Các yếu tố tăng trưởng
Là các yếu tố kích thích tế bào tăng trưởng. Nó có thể là một tín hiệu làm cho tế bào tổng hợp một loại thụ thể nào đó, để tăng nhạy cảm và tăng đáp ứng với những yếu tố làm tế bào đẩy mạnh hoạt động phân bào, tổng hợp DNA (ví dụ làm tế bào tuyến vú tăng nhạy cảm và đáp ứng với estrogen)...

### Thụ thể của yếu tố tăng trưởng
Các thụ thể yếu tố tăng trưởng gồm phần ngoài màng tế bào, phần trong màng và phần trong bào tương. Phần bên ngoài tạo ra một vị trí đặc hiệu để chỉ gắn với một yếu tố tăng trưởng tương thích. Phần bên trong bào tương của thụ thể là một phân tử có chức năng và hoạt động thay đổi khi phần ngoài màng gắn với yếu tố tăng trưởng. Thông thường phân tử bên trong này là một kinaz (một loại men). Khi đột biến 1 tiền gen sinh ung, trở thành gen sinh ung, có thể làm chức năng của kinaz này tăng mạnh, gửi tín hiệu liên tục vào trong bào tương liên tục mọi lúc ngay cả khi không có yếu tố tăng trưởng gắn vào phần ngoài màng của thụ thể, và nguy cơ ung thư xuất hiện.

### Các thành phần trong bào tương của đường dẫn truyềntín hiệu tế bào
Là đường dẫn truyền trung gian giữa thụ thể yếu tố tăng trưởng và nhân tế bào là nơi nhận tín hiệu tăng trưởng. Các gen dẫn truyền tín hiệu cũng giống như các thụ thể yếu tố tăng trưởng nghĩa là có thể "đóng" hay "mở". Khi có đột biến của tiền - gen sinh ung, trở thành gen sinh ung, thì các thành phần này chuyển từ dạng không hoạt động thành dạng hoạt động.

### Các yếu tố sao chép
Là các phân tử cuối cùng trong đường dẫn truyền tế bào. Kết quả của quá trình dẫn truyền tế bào là tác động lên DNA trong nhân tế bào, và việc này do các yếu tố sao chép này đảm nhiệm. Chúng sẽ đến và gắn lên DNA và kích thích DNA sao chép, tế bào phân chia.
Tiền gen sinh ung myc là một ví dụ. Bình thường lượng protein myc cân bằng đối nghịch với các protein khác - ví dụ như p53 vốn có vai trò làm chậm lại sự phân bào. Khi myc bị đột biến thành gen sinh ung sẽ gia tăng biểu hiện và kích thích tế bào phân chia. Đột biến này hay gặp ở các ung thư trẻ em như bướu nguyên bào thần kinh.

### Các yếu tố điều hòatế bàochết theo lập trình
Không phải tất cả các gen sinh ung đều có liên hệ đến đường dẫn truyền tín hiệu tế bào. Có một nhóm gen mã hóa cho các protein tác động đến chu trình tế bào và làm tế bào hoặc ngừng chu trình tế bào hoặc chết theo lập trình nếu phát hiện thấy tế bào đó bất thường. Khi bị đột biến gene, các protein này mất chức năng, và các tế bào bất thường có cơ hội để phát triển quá mức trở thành ung thư.

## Vai trò của việc phát hiện ra gen sinh ung
Việc phát hiện ra đường dẫn truyền tín hiệu tế bào và gen sinh ung đã mang lại những hiểu biết mới về ung thư và cơ chế sinh ung. Với những hiểu biết này, một hệ thống những cơ sở logic cho một liệu pháp điều trị mới đã được hình thành, đó là liệu pháp nhắm trúng đích.
Trong liệu pháp điều trị này, người ta đã chỉ ra được những điểm đích để các loại thuốc nhắm vào đó, đó là các yếu tố ngăn cản thụ thể của yếu tố tăng trưởng, ngăn cản đường dẫn truyền tín hiệu tế bào... Một số thuốc đã được đưa vào áp dụng lâm sàng, còn một số thuốc đang được thử nghiệm ở những giai đoạn khác nhau và mang lại nhiều hứa hẹn cho việc điều trị ung thư.